# Стаз
Стаз (греч. στάσις — стояние, неподвижность) — остановка физиологического содержимого в просвете того или иного трубчатого органа .
Стаз может возникать в различных случаях:
- Прекращение тока крови (гемостаз) или лимфы (лимфостаз) в сосудах микроциркуляторного русла[2]
- Прекращение также оттока желчи в двенадцатиперстную кишку в результате нарушения её образования или выведения вследствие патологических процессов (холестатический синдром, в зависимости от локализации препятствия, подразделяется на внутрипечёночный и внепечёночный /дуоденостаз/холестаз).
- Прекращение движения кала (копростаз)[1].

Различают
- ишемический (сила давления в микрососудах уменьшается из-за значительного понижения давления в их артериальных отделах, может быть связано с прекращением притока крови из более крупных артерий),

- застойный (возникает при уменьшении вектора давления на протяжении микрососудов, вследствие резкого повышения давления в их венозных отделах при застое крови в силу венозной гиперемии, тромбоза или сдавливания опухолью),
- истинный капиллярный (связан со значительным увеличением сопротивления кровотоку в соответствующих микрососудах, подвержен влиянию нервных и гуморальные механизмов)[3].

Симптомы стаза кровеносной системы схожи с ишемией, поскольку нарушается подача питательных веществ и кислорода соответствующим участкам ткани. Кратковременный стаз имеет обратимые последствия, а продолжительный может вызвать некроз.

## Причины стаза крови и лимфы
- Ишемия и венозная гиперемия приводят к стазу вследствие замедления кровотока и создания условий для образования агрегатов и тромбов.
- Проагреганты — факторы, вызывающие агрегацию и агглютинацию форменных элементов крови[4].

## Стаз крови у животных
Возникает обычно вследствие различных интоксикаций, инфекций, изменения качества эритроцитов, при венозном застое. Он может быть кратковременным или принимать затяжной характер. При стазе эритроциты склеиваются между собой, образуя пробки(тромбы), а это может привести к тяжёлым последствиям (некрозам), если они образуются в головном мозге, сердце, почках. Так, например, при рожистой эритеме в коже у свиней, а также при паратифе наступает некроз поражённых участков.